# Grško-baktrijsko kraljestvo
Grško-baktrijsko kraljestvo je bilo - skupaj z indo-grškim kraljestvom - vzhodni del helenističnega sveta, ki je obsegalo  Baktrijo in Sogdijo v Srednji Aziji od 250 do 125 pr. n. št. Osredotočeno je bilo na severu današnjega Afganistana. Razširitev v današnji vzhodni Afganistan in Pakistan od 180. let pr. n. št. dalje je vzpostavila Indo-grško kraljestvo, ki naj bi trajalo do leta 10. n. št.. 

## Neodvisnost (okoli 250 pr. n. št.)
Diodot, satrap iz Baktrije (in verjetno okoliške pokrajine) je ustanovil grško-baktrijsko kraljestvo, ko se je odcepil iz Selevkidskega cesarstva okoli 250 pr. n. št. in postal kralj Diodot I. Baktrijski. Ohranjeni starodavni viri so nekoliko nasprotujoči, točen datum neodvisnosti pa ni bil dogovorjen. Nekoliko poenostavljeno, obstaja kronologija približno 255 pr. n. št. in 246 pr. n. št. za Diodotovo odcepitev.  Prva kronologija ima prednost, da razloži, zakaj je selevkidski kralj Antioh II. izdal zelo malo kovancev v Baktriji, kot da bi Diodot v zgodnji Antiohovi vladavini postal neodvisen.  Po drugi strani pa ima druga kronologija od sredine 240. let pr. n. št. prednost povezati odcepitev Diodota I. s tretjo sirsko vojno, katastrofalnim konfliktom za Selevkidsko cesarstvo.
Novo kraljestvo, ki je bilo zelo urbanizirano, je veljalo za enega najbogatejših na Orientu (opulentissimum illud mille urbium Bactrianum imperium – »Izjemno uspešen Baktrijski imperij tisočih mest« Justin, XLI, 1 ), je bil še močnejši in se je ukvarjal z ozemeljsko širitvijo na vzhod in zahod.
Leta 247 pr. n. št. Ptolemajsko cesarstvo (grški vladarji Egipta po smrti Aleksandra Velikega) zavzame selevkidsko glavno mesto, Antiohija. V nastalem močnem vakuumu je partski satrap razglasil neodvisnost od Selevkidov in se izrekel za kralja. Desetletje kasneje ga je porazil in ubil Arsak Partski, kar je povzročilo nastanek Partskega cesarstva. To je Baktrijo odklopilo od stika z grškim svetom. Trgovina se je nadaljevala z zmanjšano močjo, medtem ko se je trgovina med grškim Egiptom in Baktrijo razvila.
Diodota je nasledil njegov sin Diodot II., ki se je v boju proti Selevku II. pridružil partskemu Arsaku. 

## Strmoglavljenje Diodota II. (230 pr. n. št.)
Eutidem, magnezijski Grk po Polibiju  in morebiti satrap iz Sogdije, je prekinil dinastijo Diodota I. okoli 230-220 pr. n. št. in začel svojo lastno dinastijo. Nadzor je razširil na Sogdijo, ki je presegla mesto Aleksandrija Ešate, ki ga je v Fergani ustanovil Aleksander Veliki:
Sogdija, ki je nad Baktrijo proti vzhodu med reko Oxus, ki tvori mejo med Baktrijci in Sogdijci in reko Iaxartes. Iaxartes oblikuje tudi mejo med Sogdijci in nomadi.(Strabon XI.11.2). 

## Invazija Selevkidov
Evtidema je napadel selevkidski vladar Antioh III. okrog 210 pr. n. št. Čeprav je poveljeval 10.000 konjenikom, je Evtidem prvič izgubil bitko na reki Arius  in se moral umakniti. Potem se je Antioh končno odločil, da bo priznal novega vladarja in ponudil eno od njegovih hčera Ebtidemovemu sinu Demetriju okrog 206 pr. n. št. . Klasični zapisi se nanašajo tudi na to, da se je Evtidem pogajal za mir z Antiohom III. s tem, da je imel zasluge za strmoglavljenje prvotnega uporniškega Diodota in da je zaradi obrambnih prizadevanj zaščitil Srednjo Azijo pred nomadskimi vdori:
... kajti, če se ne bi izognil tej zahtevi, nobeden od njiju ne bi bil varen: videli so, da so bile velike horde Nomadov blizu, in so bile nevarne za oba; in da bi jih, če bi jih sprejeli v državo, zagotovo popolnoma barbarizirali. (Polibij, 11,34).

## Geograska širitev
Zdi se, da se je po odhodu selevkidske vojske Baktrijsko kraljestvo razširilo. Na zahodu so območja v severovzhodnem delu Irana morda absorbirali, morda celo v Partiji, čigar vladar je premagal Antioha Velikega. Ta območja so morda enaka baktrijskim satrapijam Tabaristan in Veliki Horasan.

### Stiki z dinastijo Han
Na severu je Evtidem vladal tudi Sogdiji in Fergani. Obstajajo znaki, da so grški-baktrijci iz Aleksandrije Ešate lahko vodili ekspedicije do Kašgarja in Urumčija v Xinjiangu, kar je so bili prvi znani stiki med Kitajsko in Zahodom okoli 220 pr. n. št. Grški zgodovinar Strabon je tudi zapisal, da so »razširili svoj imperij celo do Seresa (kitajskega) in Frinije«. (Strabo, XI.XI.I).
Nekatere kipce in podobe grških vojakov so našli severno od Tienšana, na pragu Kitajske in so danes na ogled v muzeju Xinjiang v Urumčiju.  Bližnjevzhodne ali grške vplive na kitajsko umetnost so tudi našli (Hirth, Rostovtzeff). Oblike z rozeto (rožo), geometrijske črte in steklene intarzije, ki kažejo na egiptovske, perzijske in / ali helenistične vplive, lahko najdemo v nekaterih zgodnjih bronastih ogledalih dinastije Han. 
Nekateri špekulirajo, da grški vpliv najdemo v umetniških delih grobišča prvega kitajskega cesarja Čin Ši Huangdija (Qin Shi Huanga]] iz 3. stoletja pred našim štetjem, vključno z znano Terakota vojsko. Ta ideja je nakazala, da so grški umetniki morda prišli na Kitajsko v tistem času in učili domače obrtnike pri izdelavi kipov . Vendar pa to idejo izpodbijajo kitajski učenjaki.  Poleg tega obstaja velika razlika med procesom oblikovanja Čin in grškim kiparstvom. Grški kiparji so ustvarili kipe s klesanjem kamnitih blokov, medtem ko so kipi Čin nasprotno – ustvarjeni kot votli terakota kipi, narejeni iz gline in žgani v peči.
Tudi numizmatika nakazuje, da so se pojavile nekatere izmenjave tehnologije: Grški-baktrijci so bili prvi na svetu, ki so izdelali kovance iz zlitine bakra in |niklja (75/25) , tehnologija, ki jo Kitajci poznajo samo na pod imenom beli baker (nekaj orožja iz obdobja je bilo iz take zlitine) . V tem obdobju je potrjena praksa izvoza kitajskih kovin, zlasti železa. Kralji Evtidem, Evtidem II., Agatokel in Pantaleon so te kovance izdelovali okoli 170 pr. n. št., surovina naj bi bila iz rudnika Anarak v Iranu.  Baker-nikljeve zlitine niso za kovance uporabljali vse do 19. stoletja.
O prisotnosti kitajskega ljudstva v Indiji v antičnih časih prav tako kažejo zapisi Ciñas v  Mahabharati in Manusmriti. Raziskovalec dinastije Han in veleposlanik Zhang Qian je leta 126 pr. n. št. obiskal Baktrijo in poročal o prisotnosti kitajskih izdelkov na baktrijskih trgih.
»Ko sem bil v Baktriji (Daxia)«, je Zhang Qian poročal: »Videl sem bambusove palice iz Qionga in tkanine, izdelane v provinci Šu (ozemlja jugozahodne Kitajske). Ko sem vprašal ljudi, kako so dobili te izdelke, so odgovorili: Naši trgovci jih kupujejo na trgih Šendu (Indija)« (Shiji 123, Sima Qian, trans. Burton Watson).
Po vrnitvi je Zhang Qian obvestil kitajskega cesarja Wudija o stopnji sofisticiranosti urbanih civilizacij Fergane, Baktrije in Partije, ki se je zanimal za razvoj trgovinskih odnosov:
»Nebeški sin, ki je zaslišal vse to, je tako utemeljeval: Fergana (Dayuan) in posest Baktrija (Daxia) in Partija (Anxi) sta veliki državi, polna redkih stvari, s populacijo, ki živi v stalnih naseljih in je nekoliko bolj identična s tistimi kitajskih ljudi in dajejo veliko vrednost bogatim kitajskim proizvodom.« (Hanshu, nekdanja zgodovina Hanov).
V Srednjo Azijo so bili nato poslani številni kitajski odposlanci, ki so sprožili razvoj svilne poti od konca 2. stoletja pred našim štetjem. 

### Stiki z indijsko podcelino (250–180)
Indijski cesar Čandragupta, ustanovitelj dinastije Murijan, je ob smrti Aleksandra Velikega okoli leta 322 pred našim štetjem ponovno osvojil severozahodni del podceline. Vendar so imeli stike z grškimi sosedi v Selevkidskem cesarstvu, vzpostavljena je bila dinastična zveza ali priznanje porok med Grki in Indijci (opisano kot sporazum o epigamiji v antičnih virih) in več Grkov, kot pravi zgodovinar Megasten, je prebivalo na dvoru Maurjanov. Kasneje je imel vsak cesar Maurijanov na svojem dvoru grškega veleposlanika.
Čandraguptinov vnuk Ašoka se je spreobrnil v budistično vero in postal velik spreobrnjevalec v skladu s tradicionalnim pali kanonom teravadskega budizma, ki je usmeril svoja prizadevanja v indo-iranski in helenistični svet okoli 250 pr. n. št.. Po Ašokovih ediktih, ki so bili vpisani v kamen, nekateri so bili napisani v grščini, je poslal grške budistične poslance v grške dežele v Aziji in vse do Sredozemlja. Edikti se imenujejo po vsakem od vladarjev helenističnega sveta v tistem času.
Del grške populacije, ki je ostal v severozahodni Indiji, se je očitno spreobrnil v budizem. Poleg tega so po mnenju Pali virov nekateri od Ašokovih emigrantov bili grški budistični menihi, kar kaže na tesne verske izmenjave med tema dvema kulturama.
V 2. stoletju je krščanski dogmatist Klemen iz Aleksandrije priznal obstoj budističnih Sramanov med Baktrijci in celo njihov vpliv na grško mišljenje. 

#### Vpliv indijske umetnosti v 3. st. pr. n. št.
Main article: Hellenistic influence on Indian art
Grško-baktrijsko mesto Ai-Khanoum, ki se nahaja na pragu Indije, in je bilo v stiku z indijsko podcelino, je imelo bogato helenistično kulturo. Bilo je v edinstvenem položaju, da vpliva tudi na indijsko kulturo. Velja da je bil Ai-Khanoum eden glavnih akterjev pri prenosu umetniškega vpliva iz zahoda v Indijo, na primer pri ustvarjanju Ašoka stebrov ali izdelavi kvazi-jonskega kapitela Pataliputra, ki so bili vsi kasnejši od ustanovitve Ai-Khanouma.
Obseg posvojitve izhaja iz oblik, kot so vzorec kroglic in kolutov, osrednji model palmete in številne druge oblike, živalske skulpture v naravni velikosti ter oblikovanje in delovanje jonskega kapitela ante v palači Pataliputre. 

### Prva vizualna predstavitev indijskih bogov
Eden zadnjih grško-bakrijskih kraljev, Agatokel (ki je vladal 190-180 pr. n. št.), je izdal izjemne standardne kvadratne kovance s prvimi znanimi predstavami indijskih božanstev, ki so jih različno interpretirali kot Višnu, Šiva, Vasudeva, Buda ali Balarama. Skupaj je bilo leta 1970 na Ai-Khanoumu odkritih šest takšnih standardnih srebrnih drahem z imenom Agatokla . Nekateri drugi kovanci mislijo, da predstavljajo budističnega leva in indijsko boginjo Lakšmi, Višnujevo ženo. Indijskih kovancev je malo, a so spektakularni. Ti kovanci vsaj kažejo pripravljenost grških kraljev, da predstavljajo božanstva tujega izvora. Posvetitev grškega odposlanca h kultu Garuda na Heliodorjevem stebru v Besnagarju bi lahko kazal tudi na določeno stopnjo verskega sinkretizma.

### Širitev na indijsko podcelino (po 180 pr. n. št.)
Demetrij, Evtidemov sin, je začel invazijo po podkontinentu 180 pr. n. št., nekaj let po tem, ko je dinastija Šunga zamenjala Mavrijsko. Zgodovinarji se razlikujejo glede motivov za invazijo. Nekateri nakazujejo, da je bila invazija namenjena temu, da bi pokazala svojo podporo mavrijskemu imperiju in zaščitila budistično vero od verskim preganjanjem Šungov, kot to trdijo budistični spisi (Tarn). Drugi pa trdijo, da so bili zapisi teh pregonov pretirani (Thapar, Lamotte).
Demetrij je imel morda prestolnico Pataliputra v današnji vzhodni Indiji (danes Patna). Te akcije običajno pripisujejo Menanderju. Invazija je bila zaključena do 175 pr. n. št. V severozahodnem delu indijske podceline je nastalo indo-grško kraljestvo, ki je trajalo skoraj dve stoletji do okoli leta 10 n. št. Budistična vera je rasla pod indo-grškimi kralji, predvsem pod  Menandrom I. Prav tako je bilo obdobje velik kulturni sinkretizem, ki ga ponazarja razvoj grškega budizma.

## Uzurpacija Evkratida
Morda pod Demetrijem I. ali po njegovi smrti je bil imperij razdeljen. Demetrij II. (sin Demetrija I., prej namestnik v Kabulu) je izgubil prestol od pustolovca z imenom Evkratid I., sorodnik Selevkidov, ki so že premagali Demetrija I.. Grki so zasedli velike dele Mavrijskega cesarstva in oblegali pod generalom Menanderjem že prestolnico Pataliputra, ko je Demetrij izvedel za upor in se je moral vrniti. Vendar je bilo prepozno - njegova podkralja (morda njegova brata) Agatokel (v Sistanu) in Antimah (v Heratu) so že pretepli in ubili njegovo družino.
Potem je Evkratid I. ubil tudi Demetrovega brata (?) Apolodota I. in osvojil Gandharo (165/4 pr. n. št.). Vendar ni mogel prodreti južno od Hindukuša. O blaginji njegovega vladanja govori njegova objava zlatih kovancev. Evkratid I. je domnevno padel leta 145 pr. n. št. proti Partom pod Mitridatom. Po drugi verziji, ga je ob vrnitvi v Balh ubil njegov sin in sovladar.

## Invazija nomadov

### Širitev Juežov (c. 162 pr. n. št.)
Sin Evkratida, Heliokles (okoli 157-135 pr. n. št.) je bil zadnji pomemben grški kralj Baktrije. Rekli so, da je obvladal tudi Gandaro. Vdor Juežijev je osvojil med 141. in 129. pr. n. št. območja severno od Hindukuša. Arheološko mesto je stalo v današnjem mestu, imenovanem Ai-Khanoum (starodavno ime ni znano) na Oxusu okoli leta 150 pr. n. št.. Južno od Hindukuša so se uveljavili tudi drugi vladarji, kot je bil v Indiji Demetrij II. Menander, ki je bil okoli 155 pr. n. št. kralj indo-grškega kraljestva. Ta kraljestva so trajala več kot stoletje dlje kot grške oblasti v Baktriji, vendar so imela večinoma le regionalni pomen. Infiltrirajoči konjeniški nomadi so se v Indijo odpravili prek Hindukuša na začetku prvega stoletja. Zadnji indo-grški vladar je bil Straton II.

## Grška kultura v Baktriji
Grški-baktrijci so bili znani po visoki stopnji helenistične sofisticiranosti in so bili redno v stiku z Sredozemljem in sosednjo Indijo. Bili so prijateljski z Indijo in izmenjali ambasadorje.
Njihova mesta, kot je Ai-Khanoum v severovzhodnem Afganistanu (verjetno Aleksandrija na Oxusu) in Baktra (sodobni Balh), kjer so najdeni helenistični ostanki, so pokazala prefinjeno helenistično urbano kulturo. Ta najdišča dajejo posnetek grško-baktrijske kulture okrog 145 pr. n. št., saj so bila med nomadskimi invazijami porušena in nikoli več naseljena. Ai-Khanoum »ima vse značilnosti helenističnega mesta, z grškim gledališčem, gimnazijo in nekaterimi grškimi hišami s kolonadnimi dvorišči« (Boardman). Ostanki klasičnih korintskih stebrov so bili odkriti pri izkopavanjih mesta in razni kiparski fragmenti. Zlasti je bil odkrit ogromen del noge v odličnem helenističnem slogu, ki naj bi pripadal kipu visokemu 5-6 metrov.
Eden od napisov v grščini, najden v Ai-Khanoumu, Herona iz Kineasa, je datiran v 300-250 pr. n. št. in opisuje delfske predpise:
 Kot otroci se naučijo dobrih manir.

Kot mladi moški se nauči obvladovati strasti.

V srednji dobi bodi pravičen.

V starosti, daj dober nasvet.

Potem umreš, brez obžalovanja.
Nekateri grško-bakrijski kovanci in njihovi nasledniki indo-grški so najboljši primeri grške numizmatične umetnosti z »lepo mešanico realizma in idealizacije«, vključno z največjimi kovanci, ki so jih kovali v helenističnem svetu: največji zlatnik je kovanec Evkratida (vladal 171-145 pr. n. št.), največji srebrnik, ki je indo-grškega kralja Amintasa Nikatorja (vladal 95. do 90 pr. n. št.). Portreti »kažejo stopnjo individualnosti, ki se nikoli ne ujema s pogosto mračnimi upodobitvami kraljevskih sodobnikov na zahodu« (Roger Ling, "Grčija in helenistični svet").
Nadalje je bilo najdenih še več drugih grško-baktrijskih mest, kot v Saksanokurju v južnem Tadžikistanu (arheološke raziskave sovjetske ekipe pod B. A. Litvinskim) ali v Dal'verzin Tepe.
- Bronast kip Herakleja, Ai Khanoum. 2. st. pr. n št.
- Kip starca, verjetno filozofa, Ai Khanoum.
- detajl istega kipa.
- Friz golega moža ogrnjenega v tuniko, Ai Khanoum.
- Bruhalnik, Ai Khanoum
- Plošča prikazuje Kibelo, ki jo vlečeta leva, Ai Khanoum.